# Арсенан
Арсена́н (фр. Arcenant) — коммуна во Франции, находится в регионе Бургундия. Департамент коммуны — Кот-д’Ор. Входит в состав кантона Нюи-Сен-Жорж. Округ коммуны — Бон.
Код INSEE коммуны — 21017.

## Население
Население коммуны на 2010 год составляло 502 человека.
| 1962 | 1968 | 1975 | 1982 | 1990 | 1999 | 2010 |
| ---- | ---- | ---- | ---- | ---- | ---- | ---- |
| 260  | 271  | 233  | 257  | 414  | 457  | 502  |

## Экономика
В 2010 году среди 318 человек трудоспособного возраста (15—64 лет) 249 были экономически активными, 69 — неактивными (показатель активности — 78,3 %, в 1999 году было 79,3 %). Из 249 активных жителей работали 234 человека (122 мужчины и 112 женщин), безработных было 15 (6 мужчин и 9 женщин). Среди 69 неактивных 18 человек были учениками или студентами, 31 — пенсионерами, 20 были неактивными по другим причинам.